# أمين مرعشي
أمين مَرْعَشِي (وُلد في 9 ديسمبر 1983) هو طبيب عيون وأخصائي شبكية سوري. نشر عددًا من المؤلفات والمقالات البحثية في مجال الشبكية، وهو مالك مجموعة عيادات المرعشي العينية. تخرج بدرجة بكالوريوس الطب والجراحة من كلية طب الجامعه التشوفاشية الحكومية عام 2008، كما حصل على دبلوم بالطب في 2008، وشهادة المجلس الدولي لطب العيون عام 2013، وأكمل التخصص بطب العيون في مستشفيات طرطوس عام 2009، ومنذ 2010 حتى 2013 في حلب، وحصل على شهادة البورد السوري عام 2016. يُذكر أيضًا أنَّ عمه الطبيب السوري محمد مرعشي صاحب معجم مرعشي الطبي الكبير.

## مؤلفاته
ألّف أمين عددًا من الكُتب في طب العيون، وتتضمن:
- "Quick Uveitis: Quick guide lines"، صدر في 2013.
- "Clinical Diabetic Retinopathy: Step by step for management and decision making"، صدر في ديسمبر 2017. كما صدرت منه نسخة عربية بعنوان «السريريات في اعتلال الشبكية السكري: خطوة بخطوة نحو اتخاذ قرار العلاج».[2]
- "Clinical guidelines for approaching and managing common retinal diseases: Making retina straightforward"، صدر في يونيو 2020.
- «دليل الممارسة السريرية لمقاربة وتدبير الأمراض الشبكية الشائعة: جعل طريق الشبكية أسهل»، صدر في سبتمبر 2020.